# Rodolfo Lipizer
Rodolfo Lipizer (Gorizia (Friül - Venècia Júlia), 16 de gener, 1895 - Idem. 8 de juny de 1974) va ser un violinista, compositor i director d'orquestra italià.

## Biografia
Rodolfo Lipizer, era el més gran dels quatre fills del canceller de la cort imperial dels Habsburg Rodolfo Antonio i Ludovica Maria Pelizon, descendent d'una família de Gorizia amb antigues tradicions musicals: el seu pare Filippo havia estat el últim luthier de la família Pelizon (el més representatiu amb Matteo Goffriller (1659 - 1742), Domenico Montagnana (1686 - 1750), Pietro Giovanni Guarneri (1655 - 1720), Michele Deconet (1713 - 1799), Giorgio i Santo Serafin (1699). - 1776), per la influència de l'estil germànic i les idees de construcció impregnades de gust típicament italià), que va tenir el seu màxim exponent en Antonio Pelizon (1763-1850), els violins del qual es remunten "a l'escola d'Amati". tot i que eren originals, autèntiques obres d'art", mentre que per a d'altres es remunten a l'escola napolitana dels Gagliano (família). Segons el mestre luthier Gio Batta Morassi (1934-2018) "en els seus instruments s'entreveuen algunes característiques corresponents a altres escoles o autors, però això és pura coincidència i certament no còpia o imitació".
Quan el seu pare va morir el 1905 i la seva mare el 1912, va haver de fer front al manteniment dels seus germans (Ferruccio, Oscarre i Eleonora) col·laborant amb l'orquestra del Teatre "G. Verdi" de Gorizia i amb la de la Catedral, però també tocant a les orquestres de la ciutat. Va adquirir els ensenyaments bàsics de violí dels mestres Erminio Bovi i Alfredo Lucarini, que s'havien graduat en violí al Conservatorio di San Pietro a Majella de Nàpols, després va arribar a Gorizia i va ser professor de violí i director de la "Civica Scuola di Musica" local (sucursal del conservatori de Trieste fundat el 1903). El jove Lipizer ja s'havia distingit en l'actuació final dels alumnes de l'Escola de Música el dilluns 27 de juliol de 1908, que va tenir lloc al gimnàs de la "Unió de Gimnàstica Goriziana," interpretant algunes peces al violí. Mentrestant va obtenir el títol de batxillerat a l'Estaatsoberrealschule" de Gorizia.
Els anys 1914-1915, durant dos semestres, va estudiar a la "Staatliche Hochschule für Musik" de Viena, primer a la classe de violí del prof. Hugo von Steiner (1862 - 1942), viola del famós "Quartet Rosé" de 1885 a 1901, i després en la del prof. Gottfried Feist (1880 - 1952), alumne d'Otakar Ševčík. Posteriorment, des del semestre d'hivern 1916-1917 fins al semestre d'estiu de 1918, va seguir els cursos a la Universitat de Viena de la Facultat de Filosofia i Ciències Musicals de Guido Adler, un dels fundadors de la musicologia historicista austríaca, i d'Egon Wellesz, alumne favorit d'Arnold Schoenberg. Va poder assistir a la universitat gràcies al suport econòmic del "Görzer Landesfonds" (fons estatals de Gorizia).
Havent tornat a Gorizia, que es va convertir en italiana el 1918 després del final de la Primera Guerra Mundial, el 1920 per al reconeixement legal va haver de refer el diploma de violí al Conservatori "Giuseppe Verdi" (Milà). El 1921 va tornar a Viena per assistir a les classes magistrals de violí i composició impartides a l'Academie für Musik und darstellende Kunst) per Joseph Marx (1882 - 1964), que en va ser director el 1922, i Eusebius Mandyczewski (1857 -1929), amic de Johannes Brahms (1833-1897), i direcció de Franz Schalk (1863 - 1931), alumne d'Anton Bruckner (1824-1896).
Després va començar la seva carrera de violí com a solista i en formacions de cambra. El 1924 fundà la societat "Amici della musica", operativa fins al 1930, de la qual fou director de l'orquestra i dins de la qual s'organitzen 17 concerts que dirigia. Mentrestant, el 1927 havia guanyat el concurs per ser director permanent de l'Orquestra Simfònica d'Opatija, on es va fer amic del compositor Marcel Tyberg (1893 - 1944) i va dirigir 28 concerts. El mateix any es va casar amb Mara Forcessin, mestra de primària: del matrimoni va néixer la seva filla Elena (1930-2017), mestra i pianista. També va ser l'organitzador dels "Dissabtes Musicals" i fundador de l'Orquestra Simfònica de Gorizia que va dirigir, acollint solistes famosos, com Pina Carmirelli, Gioconda De Vito, Albertina Ferrari, Carlo Vidusso, Aldo Priano, Nino Rossi, Jan Kubelík. Ornella Orlandini, Alessandro Costantinides, Giannino Carpi, Margit Spirk, Silvano Massoni, Ezio Dal Pino, Ludwig Hoelscher.
L'any 1938 el ministre Giuseppe Bottai va declarar "La tècnica superior del violí" apta per a ser adoptada i utilitzada en els Reials Conservatoris de Música i en els instituts musicals reconeguts del Regne d'Itàlia. Del 1930 al 1961 va ser director de l'Institut Municipal de Música, creat arran de la reforma de l'anterior Escola Cívica de Música, fundada el 19 de juny de 1841.
Va ser president durant tretze anys consecutius (1961-1974) del Concurs Internacional de Cant Coral "Cesare Augusto Seghizzi" de Gorizia i d'altres concursos, així com síndic de la Unió Nacional de Músics i de l'Acadèmia de Música Contemporània. Es va dedicar amb especial passió a la docència i la didàctica, investigant i implementant solucions modernes i efectives als problemes tècnics i interpretatius del violí.
El geni creatiu innat i la seva formació artística, derivada de les escoles italiana i vienesa, i els fruits de la seva experiència li van permetre escriure obres didàctiques fonamentals per al violí "la consistència tècnica de les quals va més enllà dels líders Otakar Ševčík i Carl Flesch" i "han un autèntic valor musical, testimoni de la seva plenitud artística".

## El Concurs Internacional de Violí "Premi Rodolfo Lipizer"
Des de 1982, el Concurs Internacional de Violí "Premio Rodolfo Lipizer" se celebra anualment a Gorizia en nom de Rodolfo Lipizer, organitzat per l'Associació Cultural ONLUS "Maestro Rodolfo Lipizer".